# Teloganopsis deficiens
Teloganopsis deficiens je jepice z čeledi Ephemerellidae. Žije v Severní Americe. Jako první tento druh popsal Gary Scott Morgan v roce 1911.